# Afstammingsnaam
Een afstammingsnaam is een type achternaam die een genealogische relatie tussen twee personen aangeeft. De meest voorkomende afstammingsnaam van Nederland is De Jong, en was tevens in 2007 de meest voorkomende achternaam. 
De twee voornaamste ondersoorten van de afstammingsnamen zijn het patroniem en het metroniem. Waar een patroniem aangeeft wie de vader van het kind is, bijvoorbeeld Jansen, geeft een metroniem aan wie de moeder is, bijvoorbeeld Beliën of Luyts.
Andere verwantschappen die aangegeven kunnen worden zijn bijvoorbeeld:
- een neef (De Neve of Neefjes)
- een oom (Ooms)
- een kleinzoon (Klijnsoon)
- een geheel andere relatie (Vriend of De Oude)

familienaam · voornaam · antroponymie